# Ellochotis exilis
Ellochotis exilis är en fjärilsart som beskrevs av László Anthony Gozmány och Lajos Vári. Ellochotis exilis ingår i släktet Ellochotis och familjen äkta malar. Inga underarter finns listade i Catalogue of Life.